# إن أر كا بي 3
إن أر كا بي 3 هي محطة إذاعية عامة نرويجية تنتمي إلى مجموعة هيئة الإذاعة النرويجية (NRK). تأسست عام 1993، وتستهدف بشكل رئيسي الشباب والبالغين (من 15-35 سنة). تحتل الموسيقى مكانًا مهمًا فيها، حيث يتم تمثيل العديد من الأنواع مثل (موسيقى الروك، موسيقى البوب روك، موسيقى الراب، موسيقى آر أند بي معاصر). في حين يتكون باقي البرنامج من المجلات والرياضة والترفيه والألعاب.
تبث إن أر كا بي 3 في تشكيل تردد (FM) في جميع أنحاء البلاد، ويمكن سماعه في بقية أنحاء العالم على شبكة الإنترنت.